# Carmen Buján Freire
Carmen Buján Freire (Bueu, Pontevedra, 17 de octubre de 1964) es una diplomática española.

## Carrera diplomática
Licenciada en Derecho por la Universidad de Santiago de Compostela. Ingresó en 1993 en la carrera diplomática. Sus primeros destinos la llevaron a las representaciones diplomáticas españolas en Rumania, Pakistán y Hungría.
Ha sido vocal asesora en la Unidad de Coordinación de la Participación de España en el Consejo de Seguridad de Naciones Unidas y Subdirectora General de Asuntos Internacionales de Terrorismo. 
Fue consejera en la Embajada de España en Buenos Aires y directora general de Asuntos Estratégicos y Terrorismo (2008-2010)
Embajadora Representante Permanente de España ante la Oficina de la Organización de las Naciones Unidas y los Organismos Internacionales con sede en Viena (agosto-6 de noviembre de 2010). Embajadora de España en Mozambique (agosto de 2018-agosto de 2019).